# هيلين ديسماريه
هيلين ديسماريه هي سيدة أعمال كندية، ولدت في 1955.